# La Feliz, continuidades de la violencia
La Feliz, continuidades de la violencia  es una película documental de Argentina filmada en colores en Mar del Plata, General Pueyrredón. Es dirigida por Valentín Javier Diment con la investigación periodística de Felipe Celesia, Pablo Waisberg, Federico Desántolo y Valentín Javier Diment que se estrenó el 21 de marzo de 2019.

## Producción
El filme contiene entrevistas con integrantes de instituciones, investigadores de organizaciones, abogados, fiscales, figuras de movimientos sociales o partidos políticos, víctimas y victimarios en general, y también  imágenes que acompañan los dichos de los entrevistados,  material de archivo proveniente de noticieros o juicios orales. Lo más valioso es la investigación periodística a cargo de Felipe Celesia, Pablo Waisberg y Federico Desántolo, quienes consiguieron fuentes significativas de ambas partes, con declaraciones trascendentes.

## Sinopsis
En el escenario de Mar del Plata, llamada “La ciudad feliz”, gran centro de veraneo argentino, el documental retrata hechos de violencia política de distintas épocas: en 1971, el asesinato de una estudiante por miembros de la CNU Concentración Nacional Universitaria; en 1977 el de varios abogados en La noche de las corbatas; y en 2017, atentados de odio por militantes nacionalistas, de marcada simpatía nazi. Asimismo, analiza si entre ellos se puede trazar una continuidad que los vincule.

## Entrevistados
Entre los entrevistados se encuentran:
- Javier Moreno Iglesias
- Marta García de Candeloro

## Premios y nominaciones
El documental fue nominado al Premio Sur 2019 al mejor montaje y al Premio Cóndor de Plata 2020 al mejor documental.

## Comentarios
Sami Shuster en el sitio wew cinefiloserial.com.ar escribió:

”… si bien se quiere probar una hipótesis, el documental no es tendencioso en el sentido de que solo te muestra lo necesario para confirmar su punto. Busca tener testimonios de todas las partes implicadas para que puedan dar su perspectiva sobre la situación. Es así como se habla de la violencia de un lado, y se reivindica la teoría de los dos demonios por el otro…A través de entrevistas y una puesta visual interesante, el film logra traer testimonios valiosos de ambas partes implicadas con el objetivo de plasmar su hipótesis del paralelismo entre la violencia de los ‘70 y la de la actualidad.

Mex Falero en el sitio web  opinó:

”...no logran...un relato homogéneo, ...se pierde en...recortes históricos, dolorosos y terribles...que no terminan por justificar la tesis del documental… tres episodios diferentes, pero con sus bemoles: si hay una relación más clara entre lo ocurrido en los 70’s, los delitos cometidos por estos jóvenes adoradores de Adolf Hitler guardan una relación un tanto más antojadiza...no es lo mismo un crimen cometido bajo el ala del Estado que aquel cometido por organizaciones que accionen por propia determinación. La raíz del odio que sostiene esa violencia, la de la CNU de los 70’s y la de los neonazis urbanos del presente, puede ser la misma, pero en lo fáctico son diametralmente opuestas ya que unas (las de estos grupos fascistas actuales) carecen de la dimensión histórica adecuada. Querer relacionarlas como lo hace el documental es un acto un poco banal y forzado.”